# Lisa Wilcox
Lisa E. Wilcox (ur. 27 kwietnia 1964 roku w Columbii) – amerykańska aktorka filmowa i telewizyjna, znana głównie z roli Alice Johnson w horrorach Koszmar z ulicy Wiązów IV: Władca snów (1988) i Koszmar z ulicy Wiązów V: Dziecko snów (1989).